# Heoclisis acuta
Heoclisis acuta is een insect uit de familie van de mierenleeuwen (Myrmeleontidae), die tot de orde netvleugeligen (Neuroptera) behoort. 
Heoclisis acuta is voor het eerst wetenschappelijk beschreven door Kimmins in 1939.